# بازبلوری شدن
در زمین‌شناسی، تشکیل دانه‌های کانی جدید بلورین در سنگ، اساساً در حالت جامد، بر اثر فرایندهای دگرگونی را بازبلوری شدن می‌نامند.
سنگ آهک از سنگ‌های رسوبی است که بر اثر دگرگونی، از سنگ مرمر، بازبلوری می‌شود و خاک رس نیز می‌تواند به میکای مسکوویت بازبلوری شود.